# Eulemur rufifrons
Eulemur rufifrons — примат из семейства лемуровых. До 2001 года рассматривался как подвид бурого лемура, Eulemur fulvus. В 2001 году вид Eulemur fulvus был разделён на несколько отдельных видов, включая краснолобого лемура (Eulemur rufus). В 2008 году из состава Eulemur rufus в свою очередь был выделен вид Eulemur rufifrons. В Eulemur rufus была включена популяция с западного побережья к северу от реки Цирибихина, а в Eulemur rufifrons — популяции с западного побережья к югу от Цирибихины и из восточного Мадагаскара. Разделение на виды было основано на генетических и морфологических исследованиях. Анализ митохондриальной ДНК указывает на то, что Eulemur rufifrons более родственен бурому лемуру, белолобому лемуру и лемуру Санфорда, чем краснолобому лемуру Eulemur rufus. Ядерный геном жившего 1475 ± 65 лет до настоящего времени Megaladapis edwardsi, секвенированный с покрытием ~ 2× подтверждает, что род Megaladapis наиболее тесно связан с современными Lemuridae, такими как Eulemur rufifrons, за исключением Lepilemur mustelinus, что противоречит филогенезу, основанному на морфологии.
Обитает на западном побережье Мадагаскара между рекой Цирибихина на севере и рекой Фихеранана на юге, а также в восточном Мадагаскаре. Населяет сухие равнинные леса. Длина тела составляет от 35 до 48 см, длина хвоста от 45 до 55 см. Масса составляет от 2 до 2,5 кг. Шерсть серая, более тёмная на морде, от морды на лоб идёт чёрная полоса, шерсть вокруг глаз более светлая. Шерсть на щеках у самцов светлая, у самок красноватая, кроме того самцы имеют более густую «бороду», чем самки.
В рацион входят листья, семена, орехи, фрукты, древесные соки, цветы; в рационе западной популяции листья занимают более важное место, тогда как рацион восточной популяции более разнообразен. Ведут преимущественно дневной образ жизни, хотя западная популяция в сухой сезон становится более активной в ночное время.